# FC KAMAZ Naberejnîe Celnî
FC KAMAZ (rusă Футбольный клуб КАМАЗ Набережные Челны) este un club de fotbal rusesc din orașul Naberejnîe Celnî, Tatarstan.

## KAMAZ în Europa
Cupa UEFA Intertoto 1996

### Grupa 8
| Echipa                       | P  | M | V | R | Î | GM | GP | GD  |
| ---------------------------- | -- | - | - | - | - | -- | -- | --- |
| 1. FC KAMAZ Naberejnîe Celnî | 10 | 4 | 3 | 1 | 0 | 8  | 3  | +5  |
| 2. TSV 1860 München          | 6  | 4 | 2 | 0 | 2 | 8  | 3  | +5  |
| 3. Kaucuk Opava              | 6  | 4 | 2 | 0 | 2 | 5  | 4  | +1  |
| 4. PFC Spartak Varna         | 5  | 4 | 1 | 2 | 1 | 5  | 5  | 0   |
| 5. ŁKS Łódź                  | 1  | 4 | 0 | 1 | 3 | 1  | 12 | -11 |

| 22 iunie 1996    |     |                   |
| FC KAMAZ         | 3-0 | ŁKS Łódź          |
| 29 iunie 1996    |     |                   |
| Kaucuk Opava     | 1-2 | FC KAMAZ          |
| 13 iulie 1996    |     |                   |
| FC KAMAZ         | 2-2 | PFC Spartak Varna |
| 20 iulie 1996    |     |                   |
| TSV 1860 München | 0-1 | FC KAMAZ          |

Semifinale (27–28 iulie & 31st)
FC KAMAZ  2-0, 0-4 En Avant Guingamp 

## Evoluții în campionat

### Uniunea Sovietică
| Sezon | Div.          | Poz. | M. | W. | D. | L. | GS | GA | Pts. | Cup  | Europe | Europe | Top Scorer (league)            | Head Coach |
| ----- | ------------- | ---- | -- | -- | -- | -- | -- | -- | ---- | ---- | ------ | ------ | ------------------------------ | ---------- |
| 1988  | 3rd, Group 2  | 14   | 32 | 8  | 12 | 12 | 32 | 36 | 28   | —    | —      | —      | Gibadullin - 7 Dm. Smirnov - 7 | Chetverik  |
| 1989  | 3rd, Group 2  | 7    | 42 | 20 | 8  | 14 | 59 | 50 | 48   | —    | —      | —      | Zakiyev - 11                   | Chetverik  |
| 1990  | 4th, Group 7  | 1    | 32 | 21 | 5  | 6  | 67 | 26 | 47   | —    | —      | —      | Baryshev - 17                  | Chetverik  |
| 1991  | 3rd, "Centre" | 10   | 42 | 19 | 3  | 20 | 60 | 55 | 41   | —    | —      | —      | Y. Kuznetsov - 28              | Chetverik  |
| 1992  | —             | —    | —  | —  | —  | —  | —  | —  | —    | R128 | —      | —      | —                              | Chetverik  |

### Rusia
| Season  | Div.           | Pos. | Pl. | W. | D. | L. | GS | GA | Pts.   | Cup   | Europa | Europa | Golgheter                    | Antrenor            |
| ------- | -------------- | ---- | --- | -- | -- | -- | -- | -- | ------ | ----- | ------ | ------ | ---------------------------- | ------------------- |
| 1992    | 2nd, "Centre"  | 1    | 34  | 26 | 3  | 5  | 78 | 19 | 55     | —     | —      | —      | Panchenko - 26               | Chetverik           |
| 1993    | PL (1st)       | 10   | 34  | 12 | 6  | 16 | 45 | 53 | 30     | R32   | —      | —      | Panchenko - 21               | Chetverik           |
| 1994    | PL (1st)       | 6    | 30  | 11 | 9  | 10 | 38 | 38 | 31     | QF    | —      | —      | Tropaneț - 7 Panchenko - 7   | Chetverik           |
| 1995    | PL (1st)       | 9    | 30  | 10 | 8  | 12 | 34 | 30 | 38     | R16   | —      | —      | Durnev - 9                   | Chetverik           |
| 1996    | PL (1st)       | 14   | 34  | 10 | 6  | 18 | 43 | 57 | 36     | QF    | UIC    | SF     | Babenko - 9                  | Chetverik Butaliy   |
| 1997    | PL (1st)       | 18   | 34  | 8  | 3  | 23 | 38 | 75 | 21(-6) | R32   | —      | —      | Shukanov - 7                 | Zelkevičius         |
| 1998    | 2nd            | 22   | 42  | 7  | 5  | 30 | 32 | 82 | 26     | R16   | —      | —      | Vekovishchev - 9             | Butaliy             |
| 1999    | 3rd, "Ural"    | 10   | 30  | 11 | 7  | 12 | 41 | 46 | 40     | R256  | —      | —      | Tsarayev - 11                | Chetverik           |
| 2000    | 3rd, "Ural"    | 3    | 30  | 20 | 4  | 6  | 80 | 23 | 64     | R1024 | —      | —      | Strizhov - 20                | Shubin              |
| 2001    | 3rd, "Ural"    | 3    | 30  | 21 | 1  | 8  | 81 | 26 | 64     | R512  | —      | —      | Yermilov - 26                | Shubin Butaliy      |
| 2002    | 3rd, "Ural"    | 6    | 28  | 15 | 6  | 7  | 41 | 24 | 51     | R64   | —      | —      | Yermilov - 15                | Butaliy Gazzaev     |
| 2003    | 3rd, "Ural-P." | 1    | 38  | 30 | 4  | 4  | 85 | 20 | 94     | R128  | —      | —      | Yermilov - 23                | Gazzaev             |
| 2004    | 2nd            | 4    | 42  | 19 | 12 | 11 | 52 | 49 | 69     | R32   | —      | —      | Kalimullin - 9               | Gazzaev             |
| 2005    | 2nd            | 3    | 42  | 26 | 6  | 10 | 80 | 32 | 84     | R32   | —      | —      | Monaryov - 18                | Gazzaev             |
| 2006    | 2nd            | 4    | 42  | 22 | 11 | 9  | 54 | 26 | 77     | R64   | —      | —      | Belozyorov - 8               | Gazzaev             |
| 2007    | 2nd            | 4    | 42  | 23 | 8  | 11 | 67 | 34 | 77     | R64   | —      | —      | Zeba - 12                    | Gazzaev             |
| 2008    | 2nd            | 3    | 42  | 23 | 10 | 9  | 68 | 41 | 79     | R16   | —      | —      | Gogniyev - 17                | Gazzaev             |
| 2009    | 2nd            | 5    | 38  | 18 | 10 | 10 | 50 | 31 | 64     | R32   | —      | —      | Gogniyev - 17                | Gazzaev Panov       |
| 2010    | 2nd            | 4    | 38  | 19 | 9  | 10 | 55 | 43 | 66     | R16   | —      | —      | Gogniyev - 13 Serdyukov - 13 | Yevdokimov          |
| 2011–12 | 2nd            | 9    | 48  | 19 | 10 | 19 | 53 | 46 | 67     | R32   | —      | —      | Koronov - 12                 | Yevdokimov Klontsak |
| 2012–13 | 3rd, "Ural-P." | 10   | 28  | 8  | 6  | 14 | 23 | 29 | 30     | R128  | —      | —      | Lukyanov - 4                 | Klontsak            |

## Lotul actual
La 27 august 2013, conform RFS website Arhivat în 18 octombrie 2013, la Wayback Machine..
| Nr. |       | Poziție | Jucător             |
| --- | ----- | ------- | ------------------- |
|     | Rusia | P       | Artur Anisimov      |
|     | Rusia | P       | Yegor Lunev         |
|     | Rusia | P       | Denis Shebanov      |
|     | Rusia | F       | Vladimir Klontsak   |
|     | Rusia | F       | Matvei Matveyev     |
|     | Rusia | F       | Ruslan Shaydullin   |
|     | Rusia | F       | Manas Zhutanov      |
|     | Rusia | M       | Roman Akbashev      |
|     | Rusia | M       | Artur Akhmetgalimov |
|     | Rusia | M       | Ildar Akhmetzyanov  |
|     | Rusia | M       | Ruslan Ayukin       |

| Nr. |       | Poziție | Jucător              |
| --- | ----- | ------- | -------------------- |
|     | Rusia | M       | Denis Chushyalov     |
|     | Rusia | M       | Marat Garayev        |
|     | Rusia | M       | Radik Gorbunov       |
|     | Rusia | M       | Artyom Kuzmichyov    |
|     | Rusia | M       | Artyom Meshcheryakov |
|     | Rusia | M       | Rifat Mustafin       |
|     | Rusia | M       | Nikita Rodionov      |
|     | Rusia | M       | Marat Sagirov        |
|     | Rusia | A       | Aleksandr Buharov    |
|     | Rusia | A       | Andrei Ovechkin      |
|     | Rusia | A       | Nikolay Vdovichenko  |
|     | Rusia | P       | Rustem Nurtdinov     |
|     | Rusia | F       | Oleg Bondarev        |
|     | Rusia | F       | Vadim Lebedev        |
|     | Rusia | M       | Maksim Bykov         |
|     | Rusia | M       | Roman Khokhlov       |
|     | Rusia | M       | Aleksandr Kuksov     |

## Jucători notabili
- Notă: au fost selecționați la echipa națională pe când jucau la FC KAMAZ.

| - Ivan Yaremchuk - Akhrik Tsveiba - Anton Bober - Ruslan Nigmatullin - Andrei Novosadov - Yevgeni Varlamov - Barsegh Kirakosyan - Ruslan İdiqov - Alyaksandar Lukhvich - Yuri Shukanov | - Zajko Zeba - Iuri Gabiskiria - Revaz Gotsiridze - Mikheil Jishkariani - Oleg Kapustnikov - Maksim Shevchenko - Sergei Zhunenko - Valdemaras Martinkenas - Aidas Preikšaitis - Tomas Ražanauskas | - Giedrius Žutautas - Essau Kanyenda - Nicolae Josan - Alexandru Onica - Badran Al-Shagran - Adnan Awad - Peter Odemwingie |

## Legături externe
- Site oficial ru